# بطولة أوروبا للألعاب المائية 1997
بطولة أوروبا للألعاب المائية 1997 هو الموسم الـ 23 من بطولة أوروبا للألعاب المائية، عقد في الفترة 19–24 أغسطس من 1997، وجرت المنافسات في مدينة إشبيلية، إسبانيا، ونظمت من قبل الاتحاد الأوروبي للسباحة.

## النتائج
| م        | الذهبية | الفضية  | البرونزية |
| -------- | ------- | ------- | --------- |
| الفائزين | روسيا   | ألمانيا | المجر     |